# شینا ایستون
شینا شرلی ایستون (née Orr؛ متولد ۲۷ آوریل ۱۹۵۹) خواننده و بازیگر اسکاتلندی است. دو تک‌آهنگ اول ایستون، «دختر مدرن» و «۹ به ۵» (که بعداً به‌عنوان «قطار صبحگاهی (نه به پنج)» در ایالات متحده منتشر شد)، هر دو به‌طور هم‌زمان وارد ۱۰ تک‌آهنگ برتر جدول مجردهای بریتانیا شدند. او به یکی از موفق‌ترین هنرمندان ضبط زن بریتانیایی در دهه ۱۹۸۰ تبدیل شد.
ایستون که شش بار نامزد جایزه گرمی شد، دو بار برنده جایزه بهترین هنرمند جدید در سال 1982 و بهترین اجرای مکزیکی-آمریکایی در سال 1985 برای دوئت خود با خواننده مکزیکی لوئیس میگل در سال ۱۹۸۴ شد.
او ۱۵ آلبوم استودیویی ضبط کرده، در مجموع ۵۵ تک‌آهنگ منتشر کرده و ۲۰ تک‌آهنگ متوالی در ایالات متحده بین سال‌های ۱۹۸۱ و ۱۹۹۱ داشته‌است.
ایستون چهار بار ازدواج کرده و طلاق گرفته و دو فرزند خوانده دارد. اولین ازدواج او در بریتانیا با سندی ایستون در سن ۱۹ سالگی بود. این ازدواج هشت ماه به طول انجامید. سندی ایستون در سال ۱۹۹۸ در سن ۴۸ سالگی درگذشت